# Kostel svatého Matouše (Prackovice nad Labem)
Římskokatolický farní kostel svatého Matouše v Prackovicích nad Labem je sakrální stavba stojící v dolní části obce obklopená hřbitovem. Od [roku 1964 je kostel chráněn jako kulturní památka.

## Historie

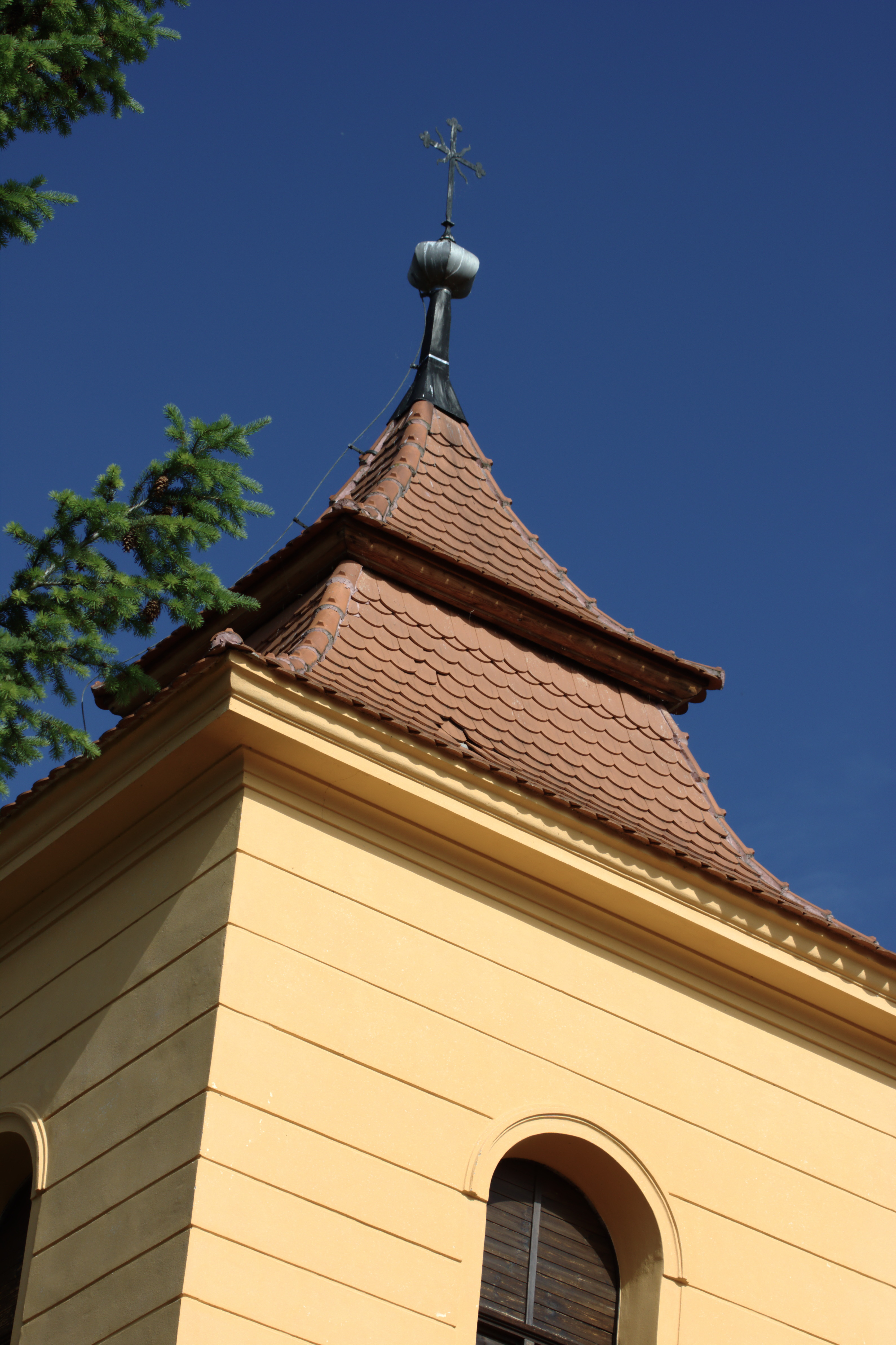
Detail věže prackovického kostela

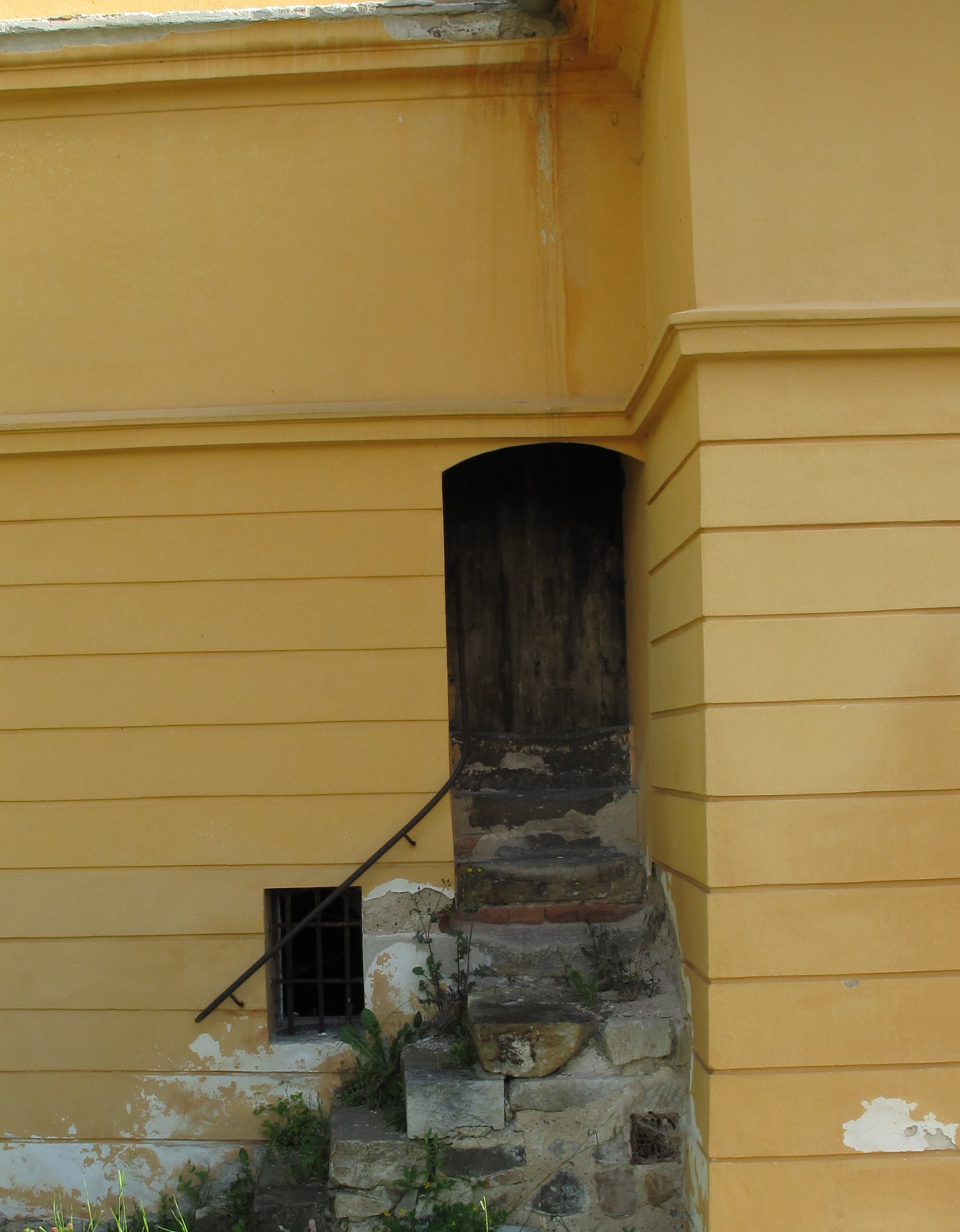
Schody vedoucí na kruchtu kostela v Prackovicích

Původně se jednalo o gotický kostel postavený před rokem 1361. Gotického původu je půdorys a opěráky nároží presbytáře i stěn lodi. Zasvěcení sv. Matoušovi evangelistovi, patronovi celníků a výběrčích ukazuje na souvislost s přechodem řeky. Přívoz v Prackovicích byl majetkem kostela až do počátku 20. století a zasvěcení kostela sv. Matoušovi se přímo nabízí. Tento původní kostel byl kolem roku 1800 pozdně barokně až empírově přestavěn. Kostel po roce 1945, když došlo k vysídlení původního německy mluvícího obyvatelstva, zchátral a byl těžce zdevastován. Ve 21. století prochází postupnou obnovou pláště i interiéru.

## Architektura
Jedná se o jednolodní obdélnou stavbu s polygonálním presbytářem. Má obdélný patrový přístavek po severní straně a před západním průčelím se nachází hranolová věž. Boční stěny jsou členěny polokruhově zakončenými okny. Presbytář a jižní strana lodi je opatřena gotickými opěrnými pilíři. Věž má spárované přízemí a patro. V posledním patře jsou polokruhově zakončená okna.
Vnitřek kostela je sklenut plackami a pásy, které se sbíhají na přízední pilíře. V podvěží je prostora sklenutá plackou. Kruchta je zděná. Podkruchtí je otevřené do lodi v celé šíři stlačeným obloukem. Podkruchtí je kryto stropem. V západní části bočního přístavku je předsíň, která je sklenutá plackou. Ve východní části je sakristie, která je spojená s presbytářem polokruhově zakončeným portálkem se zkosenou hranou. Nad předsíní a sakristií oratoře jsou dvě široká okna.

## Zařízení
Hlavní oltář pochází z období po polovině 18. století. Je rokokový a byly na něm sošky sv. Jana a sv. Pavla. V kostele byl boční baldachýnový oltář s reliéfem sv. Jana Nepomuckého ze 3. desetiletí 18. století. Kazatelna pochází z konce 16. století. Je renesanční, kamenná se znakem Kekuleho ze Stradonic a s reliéfy evangelistů, biblického měděného hada a Ukřižování. Má barokní stříšku s reliéfem sv. Matěje ze 3. desetiletí 18. století na zadní straně. Rokoková socha sv. Anny Samotřetí a Ukřižování s Bolestnou Pannou Marií pochází z poloviny 18. století. V kostele je kamenná barokní křtitelnice. Kostel je však uvnitř ve druhé dekádě 21. století zdevastován a většina mobiliáře, který do kostela patří, byla umístěna do depozitářů.